# Woldemar Klingelhöfer
 Waldemar  (eigenlijk  Woldemar )  Klingelhöfer  (Moskou, 4 april 1900 - Villingen-Schwenningen, 18 januari 1977) is een veroordeelde Duitse oorlogsmisdadiger, lid van de SS en SD, en deelnemer aan massamoorden op Joden in het Noorden van Oekraïne en in Wit-Rusland tijdens de Tweede Wereldoorlog.

## Leven
Klingelhöfer werd geboren in Rusland als zoon van een etnische Duitser en directeur van een begraafplaats. Hij werkte eerst als zangleraar en operazanger.
In de jaren '20 sloot hij zich aan bij het vrijkorps Rossbach. In 1939 trad hij in dienst bij de SD. Vanaf juni 1941 maakte hij deel uit van het Sonderkommando 7b van een operationele groep voor het plegen van massamoorden op de Joden, Einsatzgruppe B. Vanaf begin juli 1941 had hij het bevel over het Vorkommando Moskau van dezelfde Einsatzgruppe, vanaf september 1941 behoorde hij tot de staf ervan.
Op 10 april 1948 kreeg hij de doodstraf voor zijn oorlogsmisdaden, maar de straf werd omgezet tot een levenslange gevangenisstraf. Op 12 december 1956 werd de massamoordenaar vervroegd vrijgelaten uit de gevangenis in Landsberg. Vanaf 1960 leefde hij in Villingen en werkte daar als gewoon werknemer.

## Militaire loopbaan
- SS-Untersturmführer: 12 september 1937[2]
- SS-Sturmbannführer: 30 januari 1941[3]

## Lidmaatschapsnummers
- NSDAP-nr.: 258 951 (lid geworden 1 juni 1930)[3]
- SS-nr.: 52 744 (lid geworden 1 februari 1933)[3]

## Decoraties
- Ehrendegen des Reichsführers-SS[3]
- Kruis voor Oorlogsverdienste, 2e Klasse[3]